# لوروا جاي ألكسندرسون
لوروا جاي ألكسندرسون (بالإنجليزية: Leroy J. Alexanderson)‏ هو ضابط أمريكي، ولد في 27 يونيو 1910، وتوفي في 28 فبراير 2004.